# Asiet Mambietow
Asiet Siekienowicz Mambietow (oryg. Асет Секенович Мамбетов; ur. 10 czerwca 1982)) – kazachski zapaśnik w stylu klasycznym. Dwukrotny olimpijczyk. Dwudziesty pierwszy na Igrzyskach w Atenach 2004 i brązowy medalista z Pekinu 2008 w wadze 96 kg (jednak decyzją z dnia 19 października 2016 roku, został pozbawiony tego krążka z powodu stwierdzenia użycia niedozwolonej substancji).
Czterokrotny uczestnik Mistrzostw Świata, ósmy w 2007. Srebrny medalista Igrzysk Azjatyckich w 2010, piąty w 2002 roku. Wicemistrz Azji w 2007 roku.